# Wurzelpetersilie

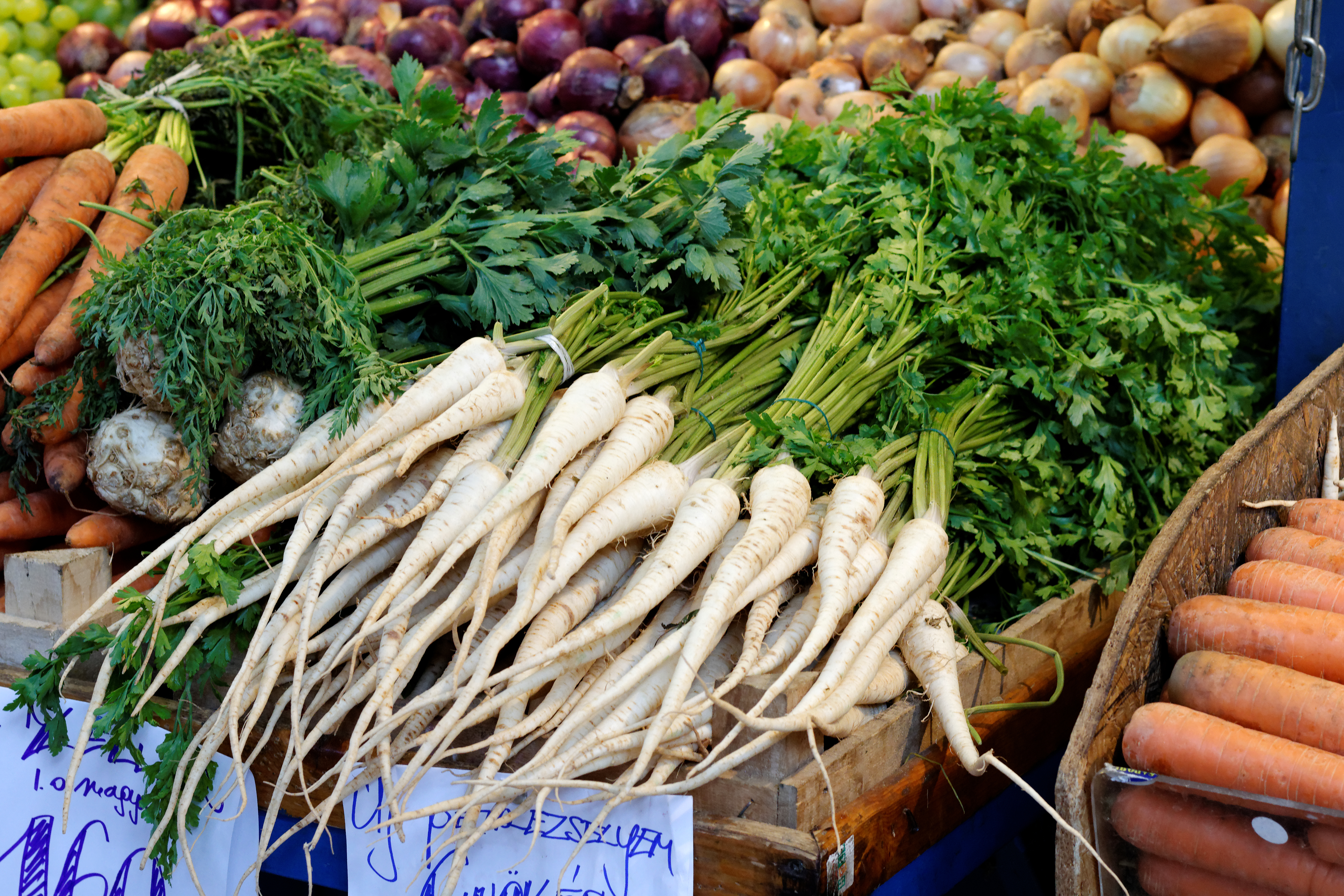
Wurzelpetersilie auf einem Markt in Budapest

Die Wurzelpetersilie (Petroselinum crispum subsp. tuberosum), auch Knollenpetersilie oder Petersilienwurzel genannt, in Österreich auch Peterwurzen, ist eine Unterart der Petersilie (Petroselinum crispum) mit verdickter, länglich, spitz zulaufender Rübe. Sie gehört zur botanischen Familie der Doldenblütler (Apiaceae).

## Beschreibung
Die Wurzelpetersilie ist eine zweijährige und frostharte krautige Pflanze. Die Blätter der Wurzelpetersilie sind der glatten Schnitt-Petersilie sehr ähnlich, werden jedoch größer. Die Petersilienwurzel ist weiß mit brauner quer verlaufender Ringelung und weißem Fleisch. Sie ähnelt stark der Wurzel der Pastinake, ist jedoch im Schnitt ein kleines bisschen dünner. Der Samen hat ein Tausendkorngewicht von 1,3 bis 3,0 Gramm und ist bei guter Lagerung ein bis drei Jahre haltbar.

## Herkunft und Geschichte
Die Wurzelpetersilie wurde ursprünglich hauptsächlich im gemäßigten Klima von Mittel- und Nordeuropa angebaut. Heute wird sie weltweit im Freiland oder im Gewächshaus gezogen.

## Anbau und Ernte
Am besten sind lockere und durchlässige Böden, auch der Ernte wegen. Ausgesät wird im März und April. Für das wärmere Klima im Mittelmeerraum ist die Aussaat im Oktober erfolgversprechender. Die Kornanzahl liegt bei ca. 350 Korn/m². Von Aussaat bis Keimung vergehen 15–20 Tage. Wurzelpetersilie keimt langsam und eher unregelmäßig. Beginnt das Wurzelwachstum, benötigt die Kultur deutlich mehr Wasser.

## Lagerung
Ungewaschen können die Wurzeln gut und lange wie Karotten unter 2 °C gelagert werden; bei höheren Temperaturen werden sie schwammig. Gewaschen halten sie etwa drei Wochen, in feuchtem Sand eingelegt bis zu sechs Monate.

## Krankheiten und Schädlinge

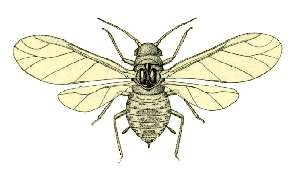
Gierschblattlaus

Wurzelpetersilie wird am meisten von der Gierschblattlaus (Cavariella aegopodii) auf den Blättern befallen, die die Blattaktivität stören und Viren übertragen können. Durch die Möhrenfliege, die jedes Jahr zwei bis drei Generationen entwickelt, wird die Rübe der Wurzelpetersilie befallen. Die Maden der Wurzelfliege fressen dabei rostbraune Fraßgänge. Die Pilze Septoria, Alternaria und Echter Mehltau bilden Flecken auf dem Blatt. Durch die so verringerte Blattfläche werden weniger Zucker und Stärke in die Wurzeln eingelagert, was schließlich den Ertrag mindert. Seltener sind auch im Boden lebende Wurzelnematoden zu finden, die Verdickungen an den Seitenwurzeln verursachen und damit die Wasseraufnahme hemmen. Auch dadurch wachsen die Rüben weniger.

## Nutzung

### Verwendung in der Küche

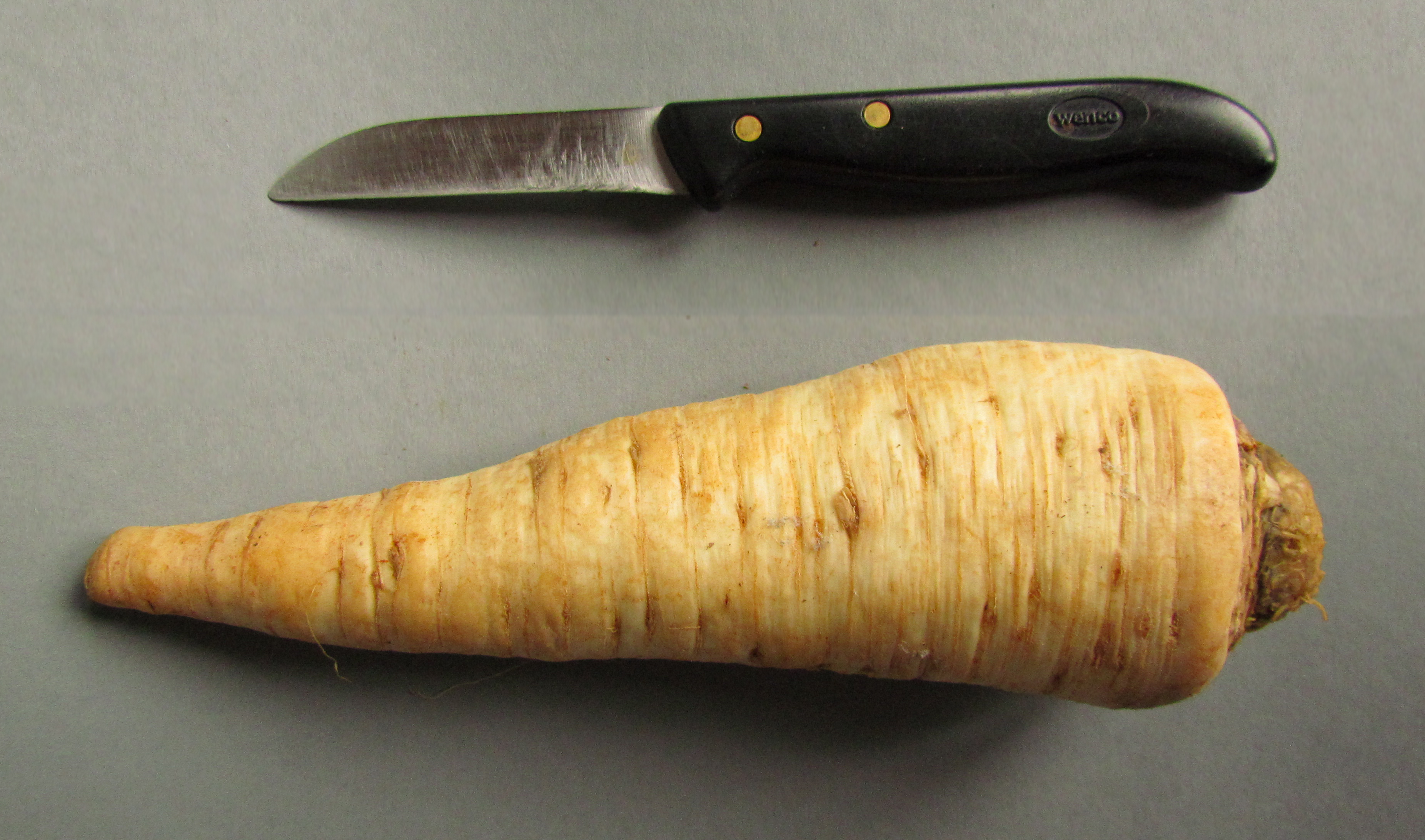
Petersilienwurzel, gewaschen

Wurzelpetersilie hat einen intensiven, leicht süßlichen Geschmack, ähnlich dem der Pastinake, doch kräftiger. Er ähnelt auch dem von Knollensellerie. Sie wird häufig zum Würzen von Suppen und Gemüseeintöpfen verwendet und als Bestandteil des Suppengrüns. Sie kann auch zu Cremesuppen verarbeitet werden. Mit ihrem süßlichen Aroma kann Wurzelpetersilie sowohl geschält als Rohkost genossen als auch  geraffelt in Rohkost-Salaten verwendet werden. In höherer Dosierung kann Wurzelpetersilie bei schwangeren Frauen wehenauslösend wirken. Die Wurzel der Wurzelpetersilie wirkt harntreibend, jedoch deutlich weniger stark als die Früchte der Petersilie.

### Inhaltsstoffe
Pro 100 g Frischgewicht der Wurzel sind 88 % Wasser, 2,8 g Proteine, 0,6 g Fett, 2,3 g Kohlenhydrate, ca. 84 kJ (20 kcal) Brennwert, 39 mg Kalzium, 12 mg Natrium, 0,85 mg Eisen und 41 mg Vitamin C enthalten.